# Tillandsioideae
Tillandsioideae é uma subfamília de plantas pertencente às Bromeliácias (família do abacaxi).
Esta subfamília é composta por  9 gêneros com aproximadamente 1250 espécies.

## Gêneros
| - Alcantarea Harms - Catopsis Griseb. - Glomeropitcairnia Mez | - Guzmania Ruiz & Pav. - Mezobromelia L.B.Sm - Racinaea M.A.Spencer & L.B.Sm. | - Tillandsia L. - Vriesea Lindl. - Werauhia J.R.Grant |